# Áttelelő sáska
Az áttelelő sáska (Aiolopus strepens) a mediterrán térségben elterjedt sáskafaj.

## Megjelenése
Az áttelelő sáska közepes méretű, viszonylag karcsú testű sáskafaj, a hímek testhossza 18–24 mm, a nőstényeké 23–32 mm. A közeli rokon tengerzöld sáskánál (Aiolopus thalassinus) erősebb testalkatú. A két fajt előtorának alakja és a csáp hossza alapján lehet elkülöníteni: az áttelelő sáska csápja rövidebb mint a fej és előtor együttes hossza, a tengerzöld sáskánál pedig azonos hosszúságú. Hátsó lábai erőteljesek, combhosszuk 3-3,5 nagyobb a szélességüknél. A combszélesség nagyjából megfelel az összecsukott szárnyak szélességének. A hátsó láb térd alatti része vöröses. Alapszíne változatos, a legtöbb barnásszürke, sötétebb rajzolatokkal. Kisebb-nagyobb zöld területek is megfigyelhetőek rajtuk, főleg a nőstényeken. A hátsó szárnyak átlátszóak, csúcsuk barnás, tövük halványkékes-zöldesen elszíneződhet. Felső szárnyaikon két sötét keresztsáv húzódik végig.
Hátsó szárnyainak színezete alapján három alfajt különítenek el:
- Aiolopus strepens chloroptera Ramme, 1913
- Aiolopus strepens cyanoptera Ramme, 1913
- Aiolopus strepens strepens (Latreille, 1804)

## Elterjedése és életmódja
Dél-Európában, Észak-Afrikában és Nyugat-Ázsiában honos, beleértve a Földközi-tenger szigeteit, a Kanári-szigeteket és Madeirát. Elterjedésének északi határa Svájcban és a Kárpát-medencében van (Ausztria, Magyarország, Románia). Délen egészen Szudánig, délkeleten Szaúd-Arábiáig, keleten Iránig elhatol. Svájcban 1500 m, Madeirán 1800 m-es magasságban is megtalálták.
Élőhelyét illetően nem különösebben válogatós, folyópartokon, közepesen nedves és száraz réteken, töltéseken egyaránt megtalálható. Kedveli a napsütötte, meleg vidékeket. Igen jól repülnek. Júliustól októberig lehet találkozni velük. A kifejlett sáskák párzás után áttelelnek, de északon csak egy részük éri meg a tavaszt.
Magyarországon védett, természetvédelmi értéke 5 000 Ft.

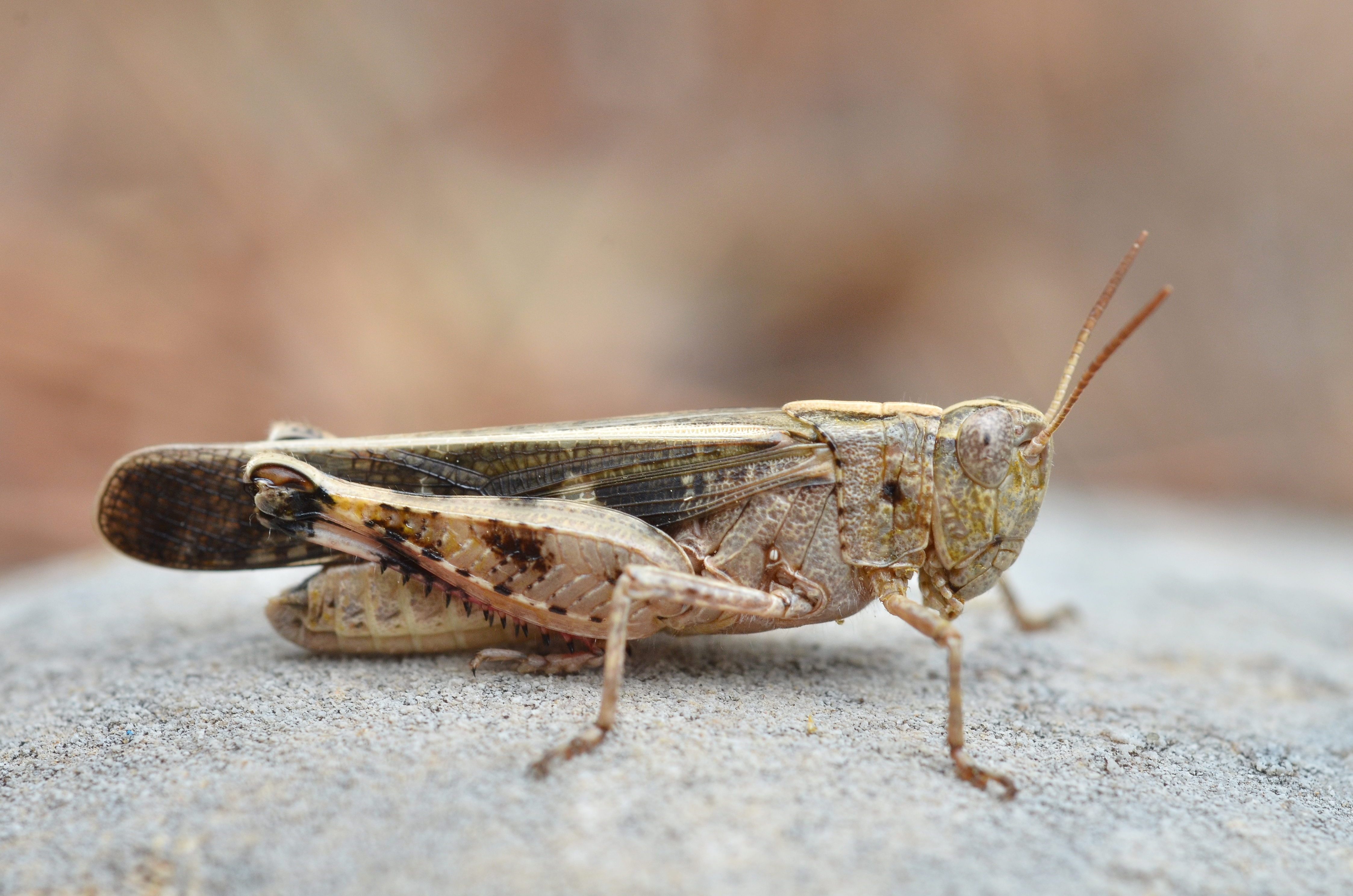
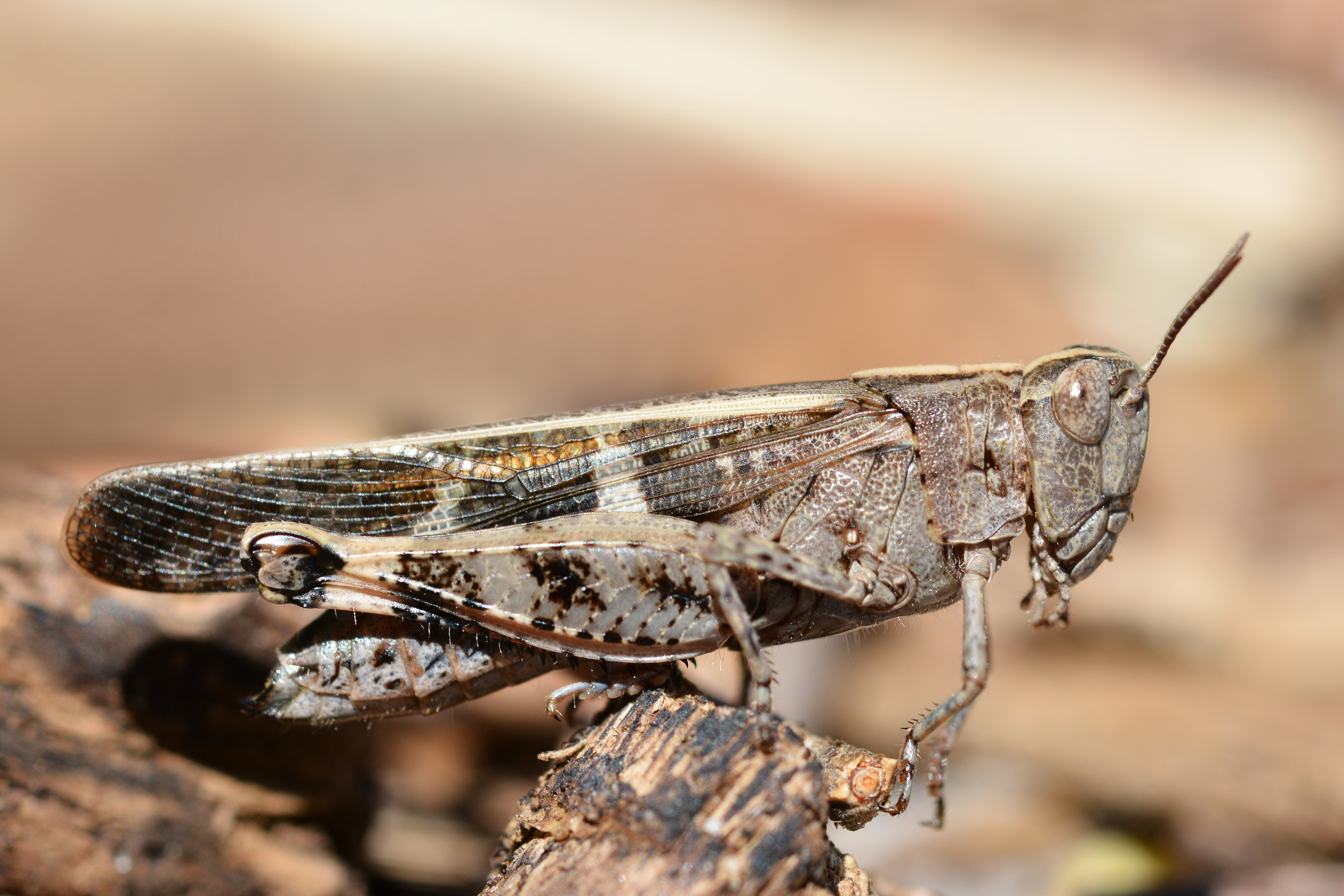
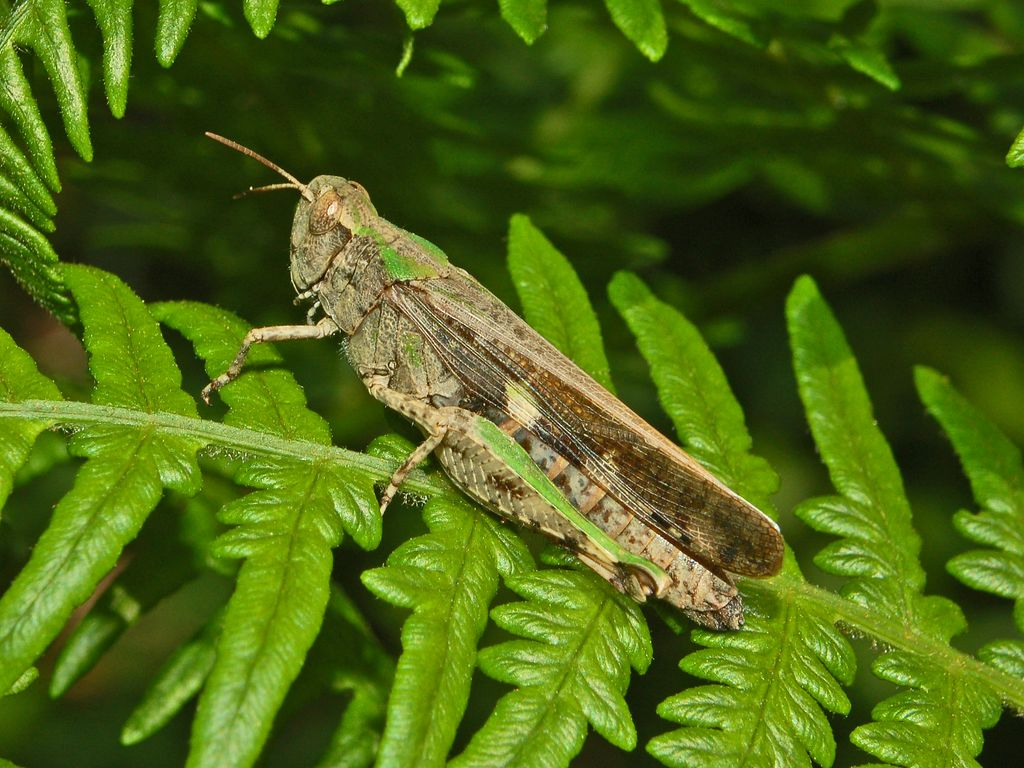
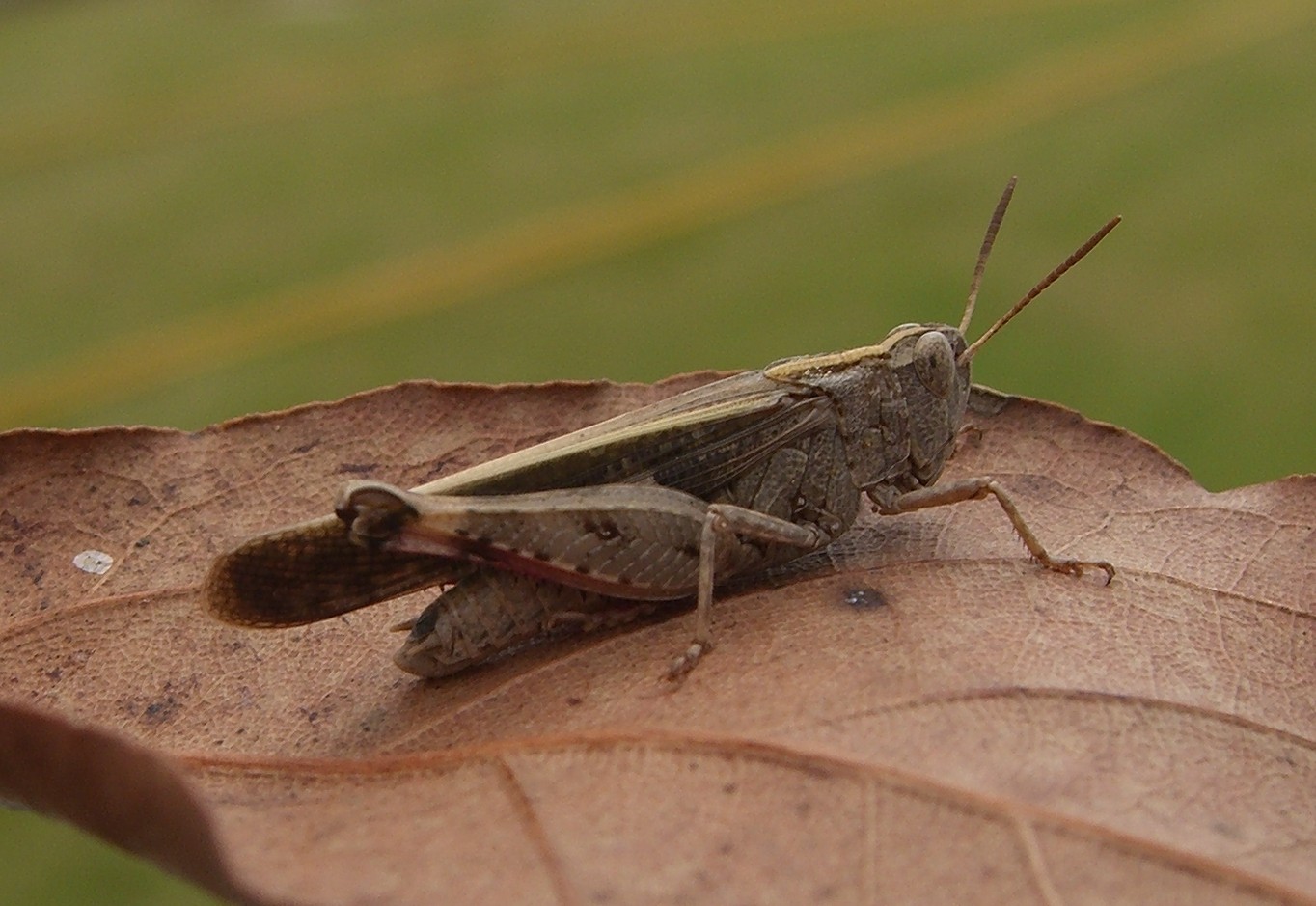